# B-40 (Spanje)

De B-40

De B-40 of Autovía Orbital de Barcelona (Catalaans: Autovia Orbital de Barcelona), ook wel Cuarto Cinturón (Catalaans: Quart Cinturó) of Ronda del Vallès genoemd, is een autovía in Catalonië. De snelweg zal 50,6 kilometer lang worden en vormt een ringweg voor Barcelona. De delen Abrera - Olesa de Montserrat en Viladecavalls - Terrasa werden in 2010 geopend. In februari 2024 werd het deel tussen Olesa de Montserrat en de C-16 in Terrassa geopend.